# Coldingham Priory

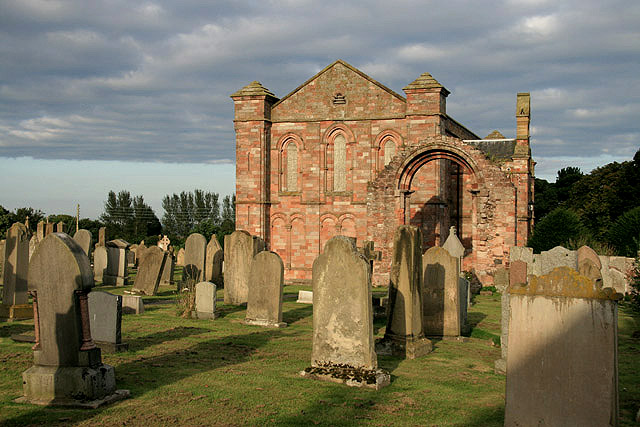
Coldingham Priory

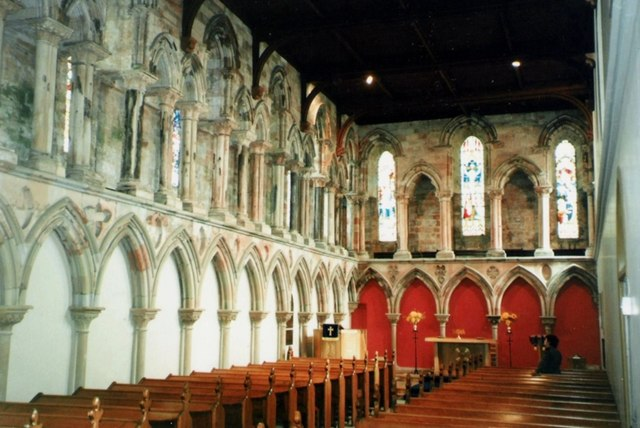
Inneres der heutigen presbyterianischen Kirche

Die Coldingham Priory ist ein ehemaliges Priorat des Benediktinerordens. Seine Ruinen befinden sich in der schottischen Ortschaft Coldingham in der Council Area Scottish Borders. Heute noch in Verwendung ist ein gleichnamiges, weitergenutztes Kirchengebäude. Es gehört der presbyterianischen Church of Scotland. 1971 wurde das Bauwerk in die schottischen Denkmallisten in der höchsten Denkmalkategorie A aufgenommen. Die Gesamtanlage ist außerdem als Scheduled Monument klassifiziert.

## Geschichte
Im Jahre 1097 schenkte König Edgar den Benediktinermönchen der Durham Abbey die Ländereien von Coldingham. Im Folgejahr errichteten sie dort eine Kirche, die 1100 konsekriert und der Heiligen Maria geweiht wurde. Zu dieser Zeit handelte es sich jedoch nur um eine Kirche. Wann die Anlage zu einem Priorat ausgebaut wurde, ist nicht überliefert. Während des Schottisch-Englischen Krieges ließ König Johann Ohneland das Gotteshaus im Januar 1216 zerstören. In der Folge wurde eine deutlich größere Kirche mit kreuzförmigem Grundriss erbaut. Mauerfragmente dieses Gebäudes sind in die heutige Kirche integriert.
Im Jahre 1504 beanspruchte die schottische Krone das Priorat. Sie trennte es fünf Jahre später von der Durham Abbey ab und unterstellten es der Dunfermline Abbey. Wie auch die Abteien von Kelso, Dryburgh und Melrose wurde die Coldingham Priory im Jahre 1545 im Zuge des Rough Wooing durch Edward Seymour, 1. Earl of Hertford verheert. Die wiederaufgebaute Kirche wurde erneut 1648 durch Cromwells Truppen schwer beschädigt. Das Priorat war zu diesem Zeitpunkt bereits aufgelöst.
Die heutige Coldingham Priory wurde aus dem Südflügel der ehemaligen Kirche entwickelt. Der 1662 hinzugefügte Glockenturm kollabierte um 1770. 1745 verheerte ein Brand die Kirche. Nachdem 1851 auf den schlechten Gesamtzustand des Gebäudes hingewiesen wurde, wurden fünf Jahre später Renovierungsmaßnahmen durchgeführt. Auf Grund der langen Baugeschichte, besitzt das Gebäude sowohl romanische als auch gotische Fragmente.

## Nachreformatorische Pfarrer bis 1896
- William Lamb (1567–1583)
- David Hume (1585–1592)
- Alexander Watsone (1593–1614)
- William Douglas (1615–1621)
- Christopher Knoues (1622–1641)
- Samuel Douglas (1641–1652)
- David Hume (1658–1662)
- Alexander Hewat (1665)
- Andrew Bannatin (1665–1668)
- Alexander Douglas (1677–1689)
- John Dysart (1694–1732)
- John Brydone (1732–1761)
- John Jolly (1761–1792)
- James Landell (1792–1827)
- James Home Robertson (1827–1847)
- David Munro (ab 1847)

(Quelle:)